# Chrysichthys ogooensis
Chrysichthys ogooensis és una espècie de peix de la família dels claroteids i de l'ordre dels siluriformes.

## Morfologia
Els mascles poden assolir els 25 cm de llargària total.

## Distribució geogràfica
Es troba a Àfrica: Gabon.